# Silberbachtal mit Ziegenberg
Koordinaten: 51° 51′ 36″ N, 8° 58′ 32″ O

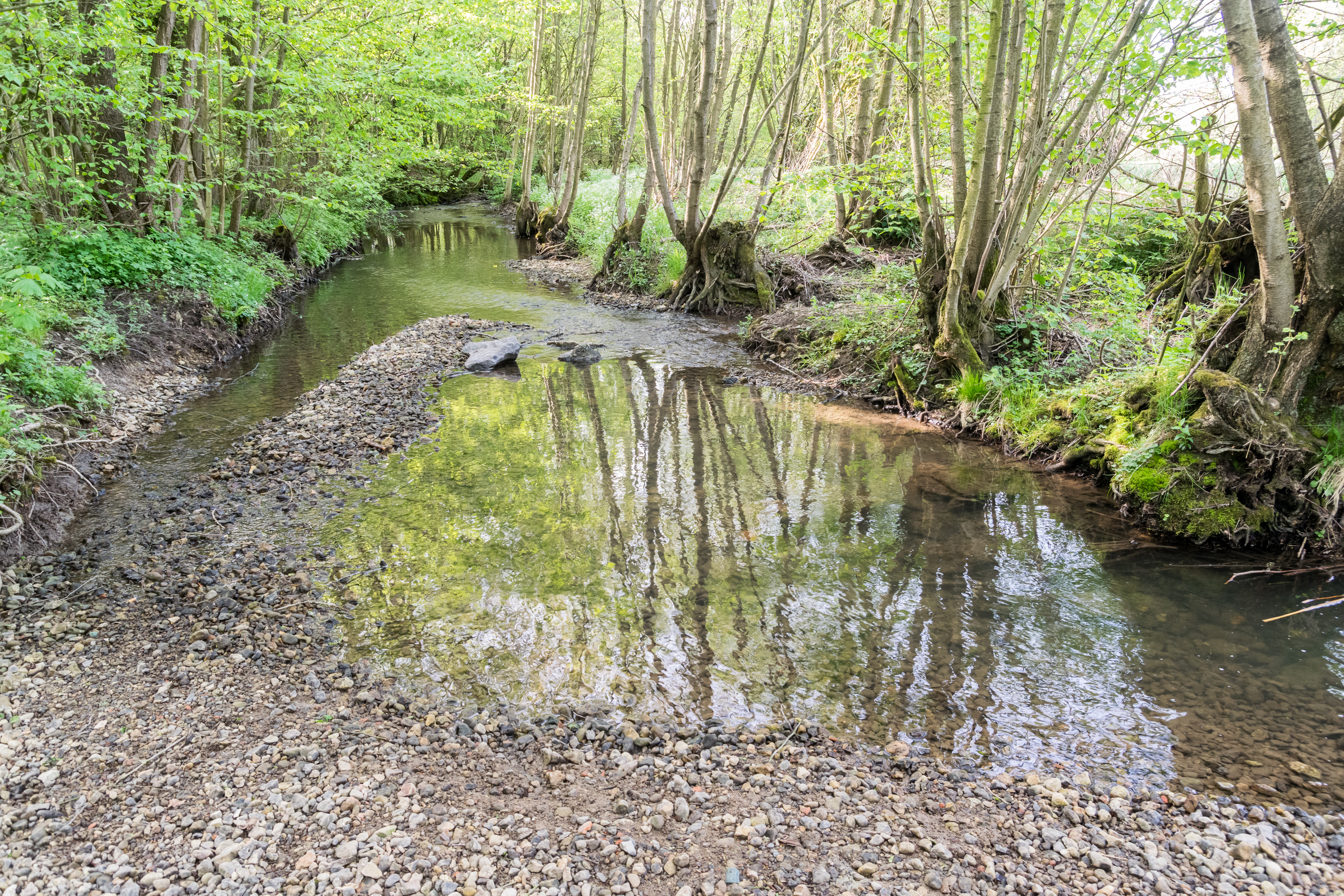
Naturschutzgebiet Silberbachtal mit Ziegenberg (Mai 2015)

Das Naturschutzgebiet Silberbachtal mit Ziegenberg liegt auf dem Gebiet der Stadt Horn-Bad Meinberg im Kreis Lippe in Nordrhein-Westfalen.
Das aus fünf Teilflächen bestehende Gebiet erstreckt sich südöstlich der Kernstadt Horn-Bad Meinberg entlang des Silberbaches, eines Zuflusses des Heubachs. Es liegt zu beiden Seiten der Landesstraße L 616. Am nordwestlichen Rand des Gebietes verläuft die B 1, durch den nördlichen Bereich verläuft die Kreisstraße K 94 und durch den südlichen Bereich die L 954. Nordöstlich  des Gebietes erstreckt sich das rund 87,6 ha große Naturschutzgebiet (NSG) Buchenwald bei Bellenberg und südwestlich das rund 143,2 ha große NSG Eggeosthang mit Lippischer Velmerstot.

## Bedeutung
Das etwa 139,0 ha große Gebiet mit der Schlüssel-Nummer LIP-028 steht seit dem Jahr 1995 unter Naturschutz. Schutzziele sind 
- Schutz, Erhaltung und Entwicklung der Buchen- und Auwälder durch naturnahe Waldbewirtschaftung,
- die Extensivierung des Auengrünlandes,
- die Entwicklung eines naturnahen Bachsystems und
- der Erhalt der Kleingehölze.[2]